# تبدیل لاپلاس معکوس
اگر {\displaystyle F(s)} تبدیل لاپلاس تابع {\displaystyle f(t)} باشد یعنی {\displaystyle {\mathcal {L}}\{f(t)\}=F(s)}، آنگاه {\displaystyle f(t)} را تبدیل لاپلاس معکوس {\displaystyle F(s)} می‌نامند و به صورت {\displaystyle f(t)={\mathcal {L^{-1}}}\{F(s)\}} نمایش می‌دهند.
تبدیل لاپلاس معکوس را می‌توان با استفاده از انتگرال مختلط زیر که به انتگرال برومویچ یا انتگرال فوریه–ملین مشهور است محاسبه کرد:
{\displaystyle f(t)={\mathcal {L}}^{-1}\{F(s)\}={\frac {1}{2\pi i}}\lim _{T\to \infty }\int _{\gamma -iT}^{\gamma +iT}e^{st}F(s)\,ds}
که در آن {\displaystyle F(s)} یک تابع تحلیلی با متغیر مختلط {\displaystyle s} و {\displaystyle \gamma } یک ثابت حقیقی است. {\displaystyle \gamma } به گونه‌ای انتخاب می‌شود که همهٔ نقاط تکین تابع {\displaystyle F(s)} در سمت چپ خط {\displaystyle {\mathcal {Re}}(s)=\gamma } قرار بگیرند.
تبدیل لاپلاس معکوس همانند تبدیل لاپلاس یک تبدیل خطی است، یعنی:
{\displaystyle {\mathcal {L^{-1}}}\{\alpha F(s)+\beta G(s)\}=\alpha {\mathcal {L^{-1}}}\{F(s)\}+\beta {\mathcal {L^{-1}}}\{G(s)\}}